# Chelonus planiventris
Chelonus planiventris är en stekelart som beskrevs av Vladimir Ivanovich Tobias 1960. Chelonus planiventris ingår i släktet Chelonus och familjen bracksteklar. Inga underarter finns listade i Catalogue of Life.